# 2806 Graz
För andra betydelser, se Graz (olika betydelser).
2806 Graz eller 1953 GG är en asteroid i huvudbältet som upptäcktes den 7 april 1953 av den tyske astronomen Karl Wilhelm Reinmuth i Heidelberg. Den har fått sitt namn efter den österrikiska staden Graz.
Asteroiden har en diameter på ungefär 13 kilometer.